# Pembina (fiume)
Il Pembina  è un fiume del Canada, che scorre per circa 570 chilometri in Alberta. Esso nasce sulle Montagne Rocciose Canadesi e confluisce nel fiume Athabasca, del quale è uno dei maggiori tributari.